# Adenosejus krantzi
Genre
Espèce
Synonymes
- Sejus krantzi Hirschmann, 1991
- Sejus manualkrantzi Hirschmann, 1991

Adenosejus krantzi est une espèce d'acariens mesostigmates de la famille des Sejidae, la seule du genre Adenosejus.

## Distribution
Cette espèce est endémique des États-Unis. Elle se rencontre en Oregon et en Californie.

## Publications originales
- Hirschmann, Wisniewski & Kaczmarek 1991 : Gangsystematik der Parasitiformes. Teil 530. Weltweite Revision der Ganggattung Sejus C.L. Koch 1836 (Trichopygidiina). Neube schreibung von 26 Sejus Arten, Wiederbeschreibung der Typenart. Acarologie (Nuremberg), vol. 38, p. 136-214.
- Lekveishvili & Krantz, 2004 : A new genus of the family Sejidae (Acari: Mesostigmata) based on Sejus krantzi and S. manualkrantzi Hirschmann, 1991. Systematic and Applied Acarology Special Publications, vol. 20, p. 1-4 (texte intégral).